# Wallpaper Engine
Wallpaper Engine je aplikace pro Windows s doprovodnou aplikací pro Android, která umožňuje uživatelům používat a vytvářet animované a interaktivní tapety, podobně jako již zaniklá aplikace Windows DreamScene. Tapety se sdílejí prostřednictvím Steam Workshopu jako uživatelsky vytvořený stahovatelný obsah. Aplikace má vlastní renderovací engine a poskytuje editor, který umožňuje vytváření 2D a 3D tapet, zahrnuje také editor částicového systému a fork JavaScriptu s názvem SceneScript pro další logiku tapet. Podporuje také použití video souborů, audio souborů, webových stránek a některých 3D aplikací jako tapet.

## Historie
V prosinci 2015 byl na Steam Greenlight přidán návrh nastiňující obecnou myšlenku softwaru. Aplikace byla následně v říjnu 2016 vydána na Steamu jako placený produkt v rámci předběžného přístupu. Po třech letech vývoje aplikace v listopadu 2018 fázi předběžného přístupu opustila. V srpnu 2019 bylo oznámeno, že Wallpaper Engine bude jedním z titulů vydaných pro Steam China.
Koncem listopadu 2021 tým vydal verzi 2.0, která s sebou přinesla nové logo, širokou škálu dalších funkcí, podporu pro Windows 11 a bezplatnou verzi pro Android, která je propojena s verzí pro stolní počítače.
Přestože se nejedná o hru, Wallpaper Engine je jednou z nejpoužívanějších aplikací na Steamu a v červenci 2019 se umístila v žebříčku 25 nejhranějších her na Steamu a v listopadu 2021 v žebříčku 10 nejhranějších her. Kotaku uvedl, že uživatelé v Číně aplikaci v roce 2022 používali ke sdílení pornografických videí.